# フランシスコ・サガスティ
フランシスコ・ラファエル・サガスティ・ホウスハウスレル（スペイン語: Francisco Rafael Sagasti Hochhausler、スペイン語発音: [franˈsisko rafaˈel saˈɣasti xoˈxawzler] ( listen、1944年10月10日 - ）は、ペルーの政治家、工学者。大統領を1年弱務めた（2020年11月17日 - 2021年7月28日）。
国際開発研究センターや世界銀行、国際連合開発のための科学技術委員会 (UNCSTD) 、世界経済フォーラム などに経済開発に関する顧問として在籍した。1992年にペルーでクーデター（アウトゴルペ）が発生したのを機に、世界銀行の職を辞し帰国。2016年、フリオ・グスマンと中道政党「紫の党」を結党した。2019年の国会解散を受けて行われた翌年1月の総選挙でリマ選挙区から国会議員に当選し、同年3月から11月まで在職した。
2020年11月にマルティン・ビスカラ大統領が罷免された後、マヌエル・メリーノ国会議長が大統領に昇格した。しかし、ビスカラの「倫理的不能」（精神的無能力）を理由とした弾劾プロセスには疑念が持ち上がり、大多数の人々から一種のクーデターと見なされた。メリーノは大規模な抗議運動を暴力で抑え込んだものの、就任から1週間で辞任を表明し、11月16日に国会で行われた投票でサガスティが後任に選出され、翌日大統領代行に就任した。サガスティは自身の政権について、「暫定的な非常事態政権」と称した。

## 経歴
父フランシスコ・サガスティ・ミレルと母エルサ・ホウスハウスレル・レイニッシュのあいだにリマで生まれる。太平洋戦争中のタラパカーの戦いで、ペルーを勝利に導いたフランシスコ・サガスティ・サルダーニャは祖父。母方はオーストリアからチリのサンティアゴに移住した家系である。
国立工科大学に進学し、インダストリアル・エンジニアリング (IE) の学位を取得。ペンシルベニア州立大学でIEの修士号を、ペンシルベニア大学ウォートン・スクールでオペレーションズ・リサーチ (OR) と社会システム科学の研究によりDoctor of Philosophy をそれぞれ授与された。
1972年から1977年までペルー工業調査企画局副局長を、1978年から1980年までコロンビアのボゴタにある国際開発研究センターで副センター長の顧問を務めた。1982年にはフルブライト特別客員講師として、スタンフォード大学やカリフォルニア大学バークレー校、カリフォルニア大学ロサンゼルス校、コロンビア大学などに赴いた。
1984年には、国際連合経済社会理事会の下部組織である開発のための科学技術委員会の委員となり、1989年から1990年まで副委員長を務めた。
1987年には、新設された世界銀行戦略計画局の局長に就任し、1990年まで務めた。1980年代、世界銀行は第三世界諸国に財政支出の大幅削減のため構造調整を求めていたが、国際連合児童基金 (UNICEF) から「子どもの健康、栄養、教育レベルの低下を招いている」と批判を受けていた。1990年には世界銀行の政策評価・対外関係局の上級顧問となった。
1992年、世界銀行の職を辞し、アウトゴルペの渦中にあるペルーに帰国。ペルーに民主主義の基盤を構築し、さらなる政治的暴力の発生を抑えるためにシンクタンク「アヘンダ・ペルー」をつくった。同時に、独裁的なアルベルト・フジモリ政権への評価や批判を発信した。
在ペルー日本大使公邸占拠事件が発生した1996年には、トゥパク・アマル革命運動 (MRTA) によって誘拐された。数日後に解放されたが、その後家族とともにコスタリカへ移住した。携帯している手帳には、MRTAのメンバーのサインが記されている。
2007年から2009年まで、ホルヘ・デル・カスティージョおよびイェウデ・シモン首相（閣僚評議会議長）のもとで科学技術計画委員長を務めた。オスカル・バルデス首相時代の2011年12月にも同職に再任され、フアン・ヒミネス・マヨール首相時代の2013年3月まで在職した。
2016年10月に紫の党の結党に参画して以降、同党の理論的支柱となった。2020年3月の解散総選挙で国会議員に当選・就任した。

### 大統領職

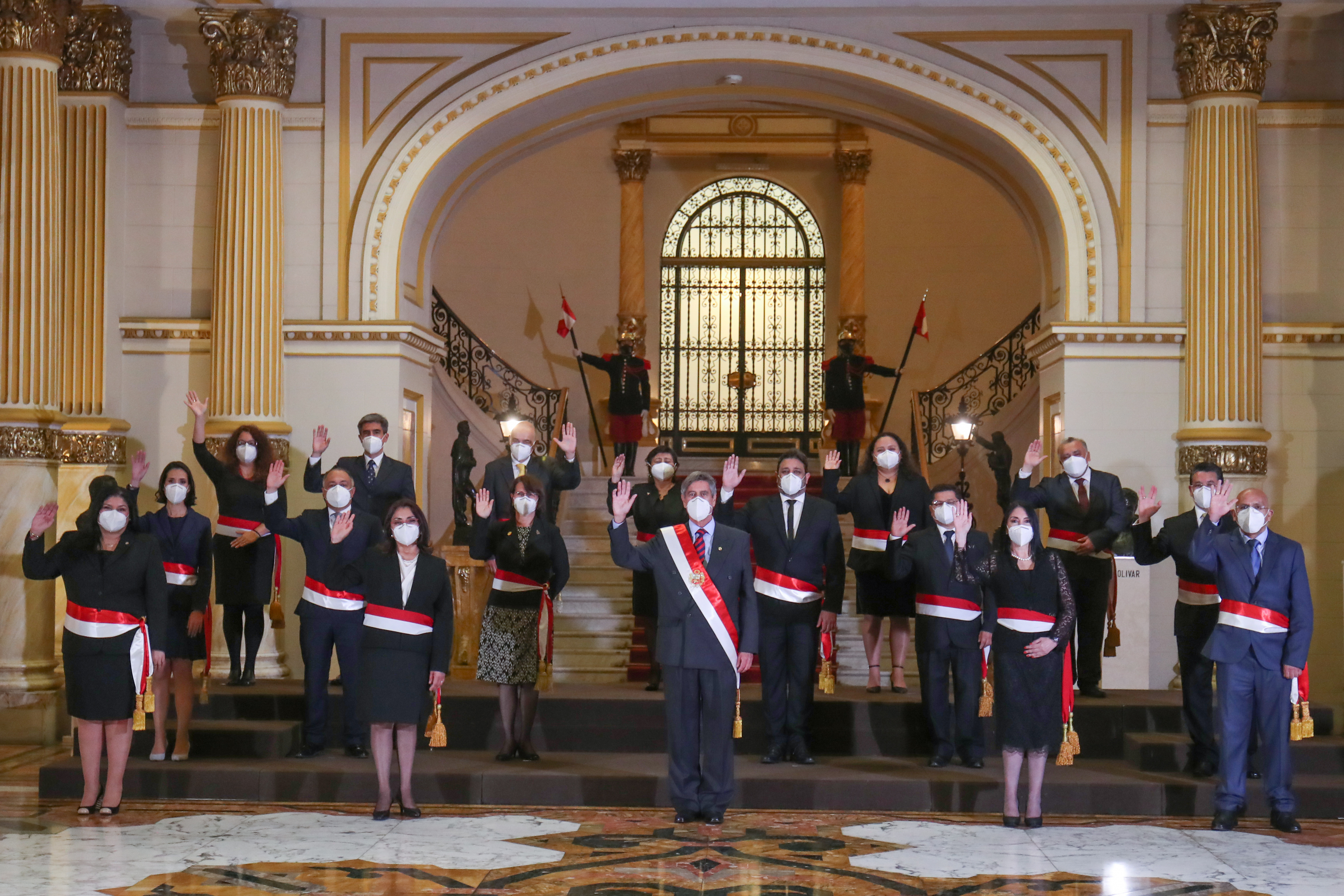
行政府庁舎（ピサロ宮）大広間にて、閣僚らと（2020年11月）

同年のマルティン・ビスカラ大統領（当時）の弾劾には加わらず、11月9日に国会議員による投票で弾劾が成立した際にも反対票を投じた。この弾劾は多くのペルー国民や政治アナリスト、国内メディアからクーデターと受け取られ、その後の反政府抗議運動の発火点となった。翌10日には憲法の大統領権限継承規定に則る形で、マヌエル・メリーノ国会議長が大統領となり、ペルー海軍の提督らの支持を得た極右政権を成立させた。11月14日に2人の抗議活動参加者が死亡したことで、抗議運動は激しさを増し、メリーノ政権の過半数の閣僚が即時辞任する事態に発展した。メリーノ自身も、就任からわずか5日後に大統領を辞任した。
正副議長があわせて不在となった状況をうけて、11月16日、憲法の継承規定に従い、サガスティが暫定議長に選出された。就任にあたり、サガスティはCOVID-19のパンデミックの収束、汚職との戦い、経済の安定、農村部の教育の振興の4点を重点施策として掲げた。サガスティ暫定政権はチリや欧州連合 (EU) 、イギリス、アメリカ合衆国の支持を受けた。
アメリカ地域研究の学術誌『アメリカ季刊』 (Americas Quarterly) は、歴代政権と同様、サガスティ政権も国会運営に難しいかじ取りを迫られるほか、前政権が反政府抗議活動に暴力をもって対応した責任も負わされると評した。サガスティは国家警察の首脳部を一新する姿勢を示し、オルランド・ベラスコ警視総監以下18名を解任もしくは辞職させた。これをうけて、ルベン・バルガス内務相も辞任を表明した。後任のクルベル・アリアガ内務相も、最初に暴力をふるったのは抗議参加者だったと述べ、暴力を行使した警察を擁護したことでその5日後に辞任した。
サガスティ暫定政権は2021年7月28日に任期満了を迎え、大統領として2期目を目指すこともできたが、所属政党の紫の党はフリオ・グスマンを大統領候補に選出し（結果は得票率2.26％で第10位に終わった）、サガスティは第二副大統領候補とされた。それ以降もサガスティ自身に大統領選挙への立候補資格は残る 。

サガスティによる警察首脳部の入れ替えについては、11月27日にビスカラが「合法とはいえない」と批判し、「制度の枠組みを遵守する」よう暫定政権に求めた。また、12月1日にはフランシスコ・モラレス・ベルムデス元大統領や歴代の国防相も「非合法」「法制度に逆行し、国家警察の士気にかかわるもので、警察の果たすべき役割に悪影響をあたえる」などと述べた。
2021年7月28日に大統領を退任。

## 思想・信条
サガスティは自身の政治信条について「学生時代以来、多くの左翼活動に心ひかれてきたが、物事をつくりあげるためにすべてを壊してもいいとは思わない。したがって、私は中道主義者だ。より進歩的な考えを持つ中道だ」と述べている。国会議員の不逮捕特権については、罪人が起訴を免れるための隠れ蓑になっているとして、撤廃を主張してきた。ジェンダーの問題については、同性結婚や性暴力による妊娠を理由とした人工中絶を容認する一方で、「中絶はきわめて難しい問題である…。親としての務めを果たせない若い女性がレイプされた極限の状況と、自らの決断の結果を受け入れなければならない、より年上の女性の状況とを同一視することはできない。人はそれぞれ、自らの行いの結果を受け入れなければならない」と述べ、それ以外の場合の人工中絶には反対している。また、「高等教育はガムを買うような気やすいものではない」として、ペルーにおける大学入学資格の厳格化を主張している。

## 人物
1993年にコスタリカの経済学者シルビア・カルペンティエルと結婚。シルビアは当時コスタリカの国会議員で、のちにコスタリカ中央銀行理事も務めた。2人の子どもをもうけたが、2005年に離婚している。シルビアとの結婚を通して、2008年にコスタリカの市民権を取得している。